# Sceliphron
Sceliphron Klug, 1801 è un genere di insetti apoidei appartenente alla famiglia degli Sfecidi.
Di indole solitaria, è noto anche come insetto del fango o insetto muratore per la tipologia dei suoi nidi.
Come nel caso di molti generi di insetti, esistono molte specie tropicali. Alcune specie temperate comuni includono S. caementarium e S. curvatum.
Come altri insetti solitari, le specie del genere Sceliphron non sono aggressivi a meno che non siano minacciati. A volte sono considerati benefici a causa del loro controllo delle popolazioni di ragni, sebbene i ragni stessi possano essere utili nel controllo degli insetti nocivi. Specie come Sceliphron curvatum sono invasive in alcune parti d'Europa, dove è stato osservato che negli ultimi anni hanno aumentato rapidamente la loro gamma.

## Biologia
Si tratta di un genere di vespe solitarie caratterizzate dall'utilizzo di fango per costruire solidi nidi. I nidi sono spesso costruiti in nicchie ombreggiate, spesso appena all'interno di finestre o aperture di ventilazione, e una femmina può impiegare solo un giorno per costruire una cella che richiede dozzine di viaggi trasportando fango. Le femmine aggiungeranno nuove celle una alla volta al nido dopo l'approvvigionamento di ciascuna cella. Forniscono questi nidi con ragni, come ragni granchio, ragni tessitori di sfere e ragni saltatori in particolare, come alimento per le larve in via di sviluppo. Ogni cella di fango contiene un uovo ed è dotata di diversi oggetti da preda. Le femmine di alcune specie depongono una media modesta di 15 uova nell'intera durata della loro vita. Vari parassiti attaccano questi nidi, comprese diverse specie di vespe cuculo, principalmente intrufolandosi nel nido mentre il residente è fuori a cercare cibo.

## Tassonomia
Comprende le seguenti specie:
- Sceliphron annulatum  (Cresson)
- Sceliphron arabs  (Lepeletier)
- Sceliphron argentifrons (Cresson, 1916)
- Sceliphron asiaticum (Linnaeus, 1758)
- Sceliphron assimile (Dahlbom, 1843)
- Sceliphron brevior Cockerell
- Sceliphron bruinjnii (Maindron)
- Sceliphron caementarium (Drury, 1773)
- Sceliphron coromandelicum (Lepeletier, 1845)
- Sceliphron curvatum (Smith, 1870)
- Sceliphron deforme (Smith, 1856)
- Sceliphron destillatorium (Illiger, 1807)
- Sceliphron fasciatum (Lepeletier)
- Sceliphron fervens (Smith)
- Sceliphron fistularium Dahlbom, 1843
- Sceliphron formosum Smith, 1856
- Sceliphron fossuliferum (Gribodo)
- Sceliphron funestum Kohl
- Sceliphron fuscum Klug
- Sceliphron intridens (Smith)
- Sceliphron javanum (Lepeletier, 1845)
- Sceliphron laetum Smith, 1856
- Sceliphron leptogaster Cameron
- Sceliphron madraspatanum (Fabricius, 1781)
- Sceliphron ocellare Kohl
- Sceliphron pietschmanni Kohl
- Sceliphron pulchellum Gussakovskij
- Sceliphron quartinae (Gribodo, 1884)
- Sceliphron rectum Kohl
- Sceliphron shestakovi Gussakovskij
- Sceliphron spirifex (Linnaeus, 1758)
- Sceliphron tertiarium Meunier